# Prurito
El prurito es un hormigueo peculiar o irritación incómoda de la piel que conlleva un deseo de rascar la parte en cuestión. Comúnmente se llama picor, picazón, escozor o comezón (en algunos países se llama rasquiña, piquiña o rasquín,  si bien estos términos suelen ser peyorativos).

## Clasificación
El picor puede presentarse bien diseminado en diversas áreas del cuerpo (prurito generalizado) o en una zona específica (prurito localizado).

## Etiología
Aunque antiguamente se pensaba que el picor era un tipo de dolor de baja intensidad, actualmente se sabe que es una sensación distinta al dolor; que tiene su propia línea de conexión con el cerebro.
El picor, ya sea el localizado o el generalizado, puede deberse a una irritación química (por tocar una determinada planta), causas ambientales (insolación de cierta zona cutánea), urticaria, caspa, infecciones fungosas como la tiña o el pie de atleta y a mordiscos o picaduras de parásitos en la piel, en el cabello o en el pubis (mosquitos, arañas, pulgas, piojos, chinches, etc.).
El picor generalizado puede deberse a enfermedades infecciosas, reacciones alérgicas, sarna, enfermedades renales o hepáticas con ictericia así como por reacciones a medicamentos.
Respecto al mecanismo fisiológico por el cual se produce el picor, se ha descubierto que una molécula denominada BNP (péptido natriurético B) y que se libera en la médula espinal transmite la sensación de picor al cerebro. En experimentos con ratones, se ha observado que eliminando la molécula BNP o la célula nerviosa receptora de esta, los ratones dejaban de rascarse.

## Tratamiento
Para controlar el picor (si este es constante y molesto), debe consultarse al médico de cabecera. Ciertas medidas que ayudan a su combate son:
- vestir ropa fresca, limpia, y cómoda, con especial atención en que la ropa para dormir sea fresca y limpia
- usar poco jabón, retirándolo completamente del cuerpo en el baño (un baño de avena suaviza la piel)
- rascarse libera lidocaína, sustancia anestésica que alivia el picor, si bien los especialistas desaconsejan esta práctica ya que alegan que puede empeorar la situación o provocar infecciones
- utilizar cremas hidratantes
- usar compresas frías en la parte afectada
- aplicar lociones a base de calamina
- evitar calor excesivo, mucha humedad o un ambiente seco
- aplicar preparados antifúngicos (cremas, lociones, polvos) en caso de que se trate de algún tipo de infección por hongos
- procurar actividades que ayuden a la distracción, al relajamiento y, sobre todo, descansar.

## En veterinaria
La comezón es una sensación incómoda en la piel de los animales, que los obliga a rascarse o restregarse contra cualquier cuerpo.
Los caballos, bueyes y perros son más propensos a las comezones que los demás animales. Las piernas, los muslos, la cabeza, el cuello, la cola y muchas veces todo el cuerpo, se ve acometido de ellas. Estos animales se rascan continuamente y el paraje en que lo hacen pierde el pelo y sale en su lugar una especie de harina blanca que cubre aquella parte. Cuanto más viva es la picazón, tanto más se atormenta y enciende el animal, hasta morderse, si puede alcanzar con la boca.
La cola de los caballos se halla muchas veces acometida de estas picazones, por los chupones o falsas crines que crecen en la punta del maslo de la cola, las cuales, enroscándose y doblándose, causan un prurito tanto mayor cuanto el animal se frota o rasca continuamente contra la pared o el pesebre.